# 関根大学
関根 大学（せきね だいがく、1957年1月28日 - ）は、日本の俳優。鹿児島県大島郡沖永良部島出身。ティー・アーティスト所属。関根直秀名義で活動していた時期がある。

## 人物・略歴
趣味は釣り、特技は空手・乗馬。兄と姉がいる。
鹿児島県立沖永良部高等学校卒業後、上京し、ジャパンアクションクラブ（JAC）に七期生で入所。JACの初期からのメンバーとして、長年スタントマンとしてアクション畑を中心に活動。
24歳の時、俊藤浩滋プロデューサーに見いだされ、菅原文太の民放初主演ドラマとなったテレビ朝日『警視庁殺人課』で、菅原率いる殺人課のレギュラーメンバーのひとりとして俳優デビューを飾る。本作品は東映の大御所・鶴田浩二が刑事部長を演じ、中谷一郎、三田村邦彦ら人気俳優が顔をそろえたことでも話題をさらった。これ以降、俳優としての活動を本格化させる。
現在俳優業の傍ら、東京都北区赤羽で、スナックを経営。
JAC時代からの盟友である井上誠吾、大葉健二らと共に演劇ユニット「磨心頑」を主宰。
井上が館長を務める空手道場「誠真会館」の顧問に就任している。

## 出演

### 映画
- 戦国自衛隊（1979年） - 騎馬武者
- 制覇（1982年）
- 伊賀野カバ丸（1983年） - 白川
- 里見八犬伝（1983年）
- コータローまかりとおる!（1984年）
- 北の螢（1984年）
- ザ・サムライ THE SAMURAI（1986年）
- 姐御（1988年）
- 将軍家光の乱心 激突（1989年）
- 激動の1750日（1990年）
- 特捜ロボ ジャンパーソン（1993年） - ギルゴードン
- ソナチネ（1993年）
- 超力戦隊オーレンジャー（1995年） - 警察署長
- みんな〜やってるか!（1995年）
- 鮫肌男と桃尻女（1999年）
- 菊次郎の夏（1999年） - ヤクザの幹部
- WASABI
- バトル・ロワイアルII 鎮魂歌（2003年）
- 茶の味（2003年）
- 座頭市（2003年）
- The焼肉ムービー プルコギ（2007年）
- 劇場版 仮面ライダー電王&キバ クライマックス刑事（2008年） - ヤクザの親分
- リトルウイング 3月の子供たち（2013年）
- リュウグウノツカイ（2013年製作、2014年公開） - 真姫の父
- 第二警備隊（2018年）

### テレビドラマ
- スパイダーマン（1978年 - 1979年）
- スーパー戦隊シリーズ（テレビ朝日 / 東映）
  - バトルフィーバーJ（1979年）
  - 電子戦隊デンジマン（1980年）
  - 光戦隊マスクマン（1987年） 第25話「アキラの恋人!?」
  - 五星戦隊ダイレンジャー（1993年） 第28話「総登場だぎゃ!!」 - ゴーマ四天王・西方天
  - 忍者戦隊カクレンジャー（1994年） - 三好清海入道 役、第47話「人間花火百連発」 - 黒マントの男
  - 百獣戦隊ガオレンジャー（2001年） Quest11「父親、上京。」、Final.Quest「百獣、吼える!!」 - 大河虎之介
  - 騎士竜戦隊リュウソウジャー（2019年）第24話「恋の空手道場」 - 八尾増麻央
- ザ・スーパーガール 第38話「結婚詐欺 誘惑の甘いメロディー」（1979年、12ch / 東映）
- 警視庁殺人課（1981年、テレビ朝日） - 殺人課刑事・村木譲（通称・チャンス）
- 影の軍団シリーズ（関西テレビ / 東映）
  - 服部半蔵 影の軍団 第25話「悲恋からくり天井」（1980年9月16日）
  - 影の軍団II
    - 第14話「闇にきらめく美女」（1982年1月5日）
    - 第20話「女風呂異変・謎の手形」（1982年2月16日）- 左近

  - 影の軍団 幕末編 第40話「影は永遠に!」（1985年12月30日） - 助左
- 斬り捨て御免! 第3シリーズ 第15話「命の綱渡り 決心の十手持ち女房」（1982年、テレビ東京） - 森田平蔵
- メタルヒーローシリーズ（テレビ朝日 / 東映）
  - 宇宙刑事ギャバン（1982年） 第10話「人間クラッシャー部隊を撃破せよ!」
  - 巨獣特捜ジャスピオン（1985年） 第13話「宇宙からの助っ人 大暴れ悪の四天王」 - 第18話「破壊しても立ち上がる赤目の戦闘機械人」 - 悪の四天王・ザンパ
  - 機動刑事ジバン（1989年） 第13話「哀しみの少年を救え」 - スカンクノイド人間態
  - 特警ウインスペクター（1990年 - 1991年） 第1話「赤ちゃん暴走!」、第48話「特警を壊滅せよ!」、第49話「翔べ希望の空へ!」 - アンドロイドR24
  - 特捜ロボ ジャンパーソン（1993年） 第3話「参上! ロボ狩人」、第4話「牙むく最強軍団」 - 風魔忍者怒鬼
  - ビーファイターカブト（1996年） 第12話「謎?! 化石の夢幻迷宮」
- 噂の刑事トミーとマツ 第2シリーズ 第36話「ジャッキートミーのグラグラ酔拳」（1982年、TBS / 大映テレビ）
- 必殺シリーズ（ABC / 松竹）
  - 必殺仕事人III 第4話「火つけを見たのは二人のお加代」（1982年10月29日） - 陽一郎
  - 必殺仕事人V・風雲竜虎編 第13話「剣豪の妻、悲願の御前試合」（1987年6月19日） - 久世三郎
  - 必殺スペシャル・秋 仕事人vs仕事人 徳川内閣大ゆれ! 主水にマドンナ（1989年10月6日） - 片桐格之進
  - 必殺仕事人・激突! 第21話「最後の大仕事」（1992年3月24日） - 三野田
- 眠狂四郎円月殺法（1982年 - 1983年、テレビ東京） - 島本半三郎
- NHK新大型時代劇「宮本武蔵」（1984年 - 1985年、NHK） - ばった
- 暴れ九庵 第13話「男の命を抱いた女」（1984年、関西テレビ / 東宝） - 久六
- 刑事物語'85 最終話「金!悪徳商法の陰にいた女」（1985年、日本テレビ / ユニオン映画）
- こんな学園みたことない! 第9話「一郎の反撃」-第12話「死闘カーチェイス 炎の脱出」（1987年、よみうりテレビ / IVSテレビ製作）
- TBS大型時代劇スペシャル（TBS）
  - 太閤記（1987年）
  - 織田信長（1989年）
- 若大将天下ご免! 第8話「連れて逃げてよ、恋十手!」（1987年、テレビ朝日 / 東映） - 壺八
- 暴れん坊将軍シリーズ（テレビ朝日 / 東映）
  - 暴れん坊将軍III
    - 第35話「秘めた駆け落ち、涙のかんざし」（1988年） - 猪塚

  - 暴れん坊将軍IV
    - 第37話「才三覚悟! 黒髪の刺客」（1991年） - 赤兵衛
    - 第52話「剣鬼が走る! 江戸の闇」（1992年） - 綱五郎

  - 暴れん坊将軍V
    - 第34話「潜入! いれずみ湯の風来坊」（1994年） - 森川進次郎

  - 暴れん坊将軍VI
    - 第11話「大喧嘩! め組対定火消」（1994年） - 竜三
    - 第29話「悲恋を斬る武士道」（1995年） - 唐木大九郎

  - 暴れん坊将軍VII 第17話「子連れ刺客」 （1997年） - 朝倉采女
  - 暴れん坊将軍VIII
    - 第19話「妖しき占いの謎 グータラ夫に説教された吉宗」（1998年） - 鶴見孫兵衛

  - 暴れん坊将軍IX
    - 第13話「襲われた寝室! 吉宗を狙うお姫様」（1999年） - 才賀又十郎
    - 第19話「江戸壊滅の危機! すい星激突の恐怖」（1999年）
    - 第34話「女お庭番の涙 怪盗夜がらすの正体は?」（1999年） - 玉虫の銀次

  - 暴れん坊将軍X
    - 第10話「鬼と呼ばれた女! 復讐の幼な子誘拐!!」（2000年） - 真木

  - 800回新春スペシャル（2001年） - 才蔵
  - 暴れん坊将軍XII
    - 第8話「大岡越前切腹!! 吉宗、苦悩の決断!」（2002年8月26日） - 春木左内
- 大忠臣蔵（1989年1月2日、テレビ東京 / 松竹） - 左右田源八郎
- 鬼平犯科帳 第2シリーズ 第6話「雨引の文五郎」（1990年、フジテレビ / 松竹） - 伊助
- お江戸捕物日記 照姫七変化 第1話「暴れん坊姫の謎」（1990年、フジテレビ / 東映）
- 八百八町夢日記（日本テレビ / ユニオン映画）
  - 第1シリーズ SP「天保鬼が島」（1990年4月3日） - 赤鬼
  - 第2シリーズ 第21話「裏入学をあばけ!」（1992年3月17日） - 太田黒
- 将軍家光忍び旅II 第12話「信濃路慕情、男の意地が燃えるとき!」（1992年、テレビ朝日 / 東映） - 野々村
- 水戸黄門（TBS / C.A.L）
  - 第21部 第7話「目ざす敵は瓜ふたつ -津和野-」（1992年） - 烏
  - 第22部
    - 第10話「暗雲晴れた和歌山城 -和歌山-」（1993年7月19日） - 目付
    - 第24話「助けた娘はお姫様 -姫路-」（1993年10月25日）
    - 第35話「飛脚競べで悪を討つ -宇都宮-」（1994年1月17日）

  - 第23部 第13話「姫様狙う悪の罠 -福井-」（1994年） - 蛇丸
  - 第25部
    - 第7話「真実探す娘の狂言 -四日市-」（1997年2月3日） - 黒谷の仙十郎
    - 第18話「命を賭けた唐津焼 -唐津-」（1997年4月28日） - 忍びの頭領

  - 第26部
    - 第7話「命を賭けた忍びの対決 -豊後高田-」（1998年3月30日） - 蝮の源心
    - 第19話「狐が狙った温泉小町 -玉造-」（1998年6月22日） - 山伏

  - 第37部 第12話「剣では得られぬ宝物 -十和田-」（2007年） - 剣豪
  - 最終回スペシャル（2011年12月19日） - 浪人
- 半七捕物帳 第11話「闇の顔役」（1992年12月22日、日本テレビ / ユニオン映画）※里見浩太朗版 - 利兵衛
- お助け同心が行く! 第11話「嘘つき男の涙」（1993年、テレビ東京 / G・カンパニー） - 永田
- 名奉行 遠山の金さん（テレビ朝日 / 東映）
  - 第5シリーズ 第2話「お婆ちゃんは見た」（1993年） - 巽喜十郎
  - 第7シリーズ 第13話「江戸の復顔術 姉と妹の手毬唄」（1996年） - 与吉
- 喧嘩屋右近（テレビ東京 / 松竹）
  - 第2シリーズ 第10話「賞金受け取り人」（1993年）
  - 第3シリーズ 第1話（2時間SP）「女房の取り戻し方教えます」（1994年）
- 殿さま風来坊隠れ旅 第13話「魔神の山!黄金の裸女」（1994年、テレビ朝日 / 東映）
- 江戸の用心棒 第28話「男芸者が命を賭けた!」（1995年、日本テレビ / ユニオン映画） - 猿千代
- 姫将軍大あばれ 第13話「父と子の御前試合」（1995年、テレビ東京）
- 影武者徳川家康（1998年、テレビ朝日 / 東映） - 服部半蔵
- 剣客商売 第1シリーズ 第4話「御老中暗殺」（1998年、フジテレビ / 松竹） - 長野弥五兵衛
- 痛快!三匹のご隠居 第2話「消えた三千両!?老人力をなめるなよ」（1999年、テレビ朝日 / 東映） - 権堂
- 救命病棟24時 第9話 - 頭部外傷の再診患者
- 特命係長 只野仁 第10話（2003年）
- ケータイ刑事 銭形零（2004年）
- 子連れ狼 第3シリーズ 第7話「襲い来る!賞金稼ぎの群れ!!」（2004年、テレビ朝日 / 東映） - 船頭兄弟太郎
- 愛と殺意の津軽三味線（2005年）
- 名奉行!大岡越前 第1シリーズ 第7話（2005年、テレビ朝日 / 東映） - 黒川伝八郎
- 西遊記 第1話（2006年）
- 東京駅お忘れ物預り所（2007年）
- スシ王子!（2007年）
- 松本清張スペシャル 殺人行おくのほそ道（2007年、フジテレビ） - 編集長
- 逃亡者おりん SP「烈火の巻」（2008年、テレビ東京） - 双竜

### 演劇
- 酔いどれ公爵（1985年） - テキーヌ・ボアラ
- Black JAC公演
  - マグニチュード11（1984年）
  - 俺っちアウトロー（1986年）
  - マグニチュード'88 愛（1988年）
  - TOKYO家族（1990年）
- SCARECROWS公演
  - 二十日鼠と人間（1996年）
  - 異人たちとの夏（1997年）
  - ピエタ／琉璃想（1998年）
  - かくれんぼ／見知らぬ妻へ（1998年）
  - 遥かなる幻影　―伊藤博文を暗殺した男―（1998年）
  - 大炊介始末／よじょう（2001年）
  - 哄笑－智恵子、ゼームズ坂病院にて（2002年）
  - 愚者には見えないラ・マンチャの王様の裸（2004年）
  - 丘を越えて（2006年）
  - ロング・グッドバイ／バイロン卿の恋文／坊やのお馬（2007年）
  - モンスタールーム〜大人たちの放課後〜（2008年、劇団ユニット☆磨心頑公演）
  - 鶏の足（2009年）
  - るつぼ（2010年）
- ジャパンアクションエンタープライズ公演
  - 十二人の怒れる人々（2002年）
  - 遥かなるエデン（2007年）
  - 残侠（2010年）
- 秦建日子プロデュース公演Vol.13「Pain」（2011年9月、ウッディシアター中目黒）

### オリジナルビデオ
- くノ一忍法帖IV 忠臣蔵秘抄（1994年） - 能登組忍び 瓜連兵三郎
- 制覇20（2019年） - 錦城会理事長 菅原栄三
- CONFLICT 〜最大の抗争〜 第五章-第八章（2019年） - 鷹山春雄（元・山形吉衛の秘書）
- 神家族 GOD FAMILY（2019年） - 大神空手道場 師範（凛の祖父）
- 日本統一33・34・51・52（2019年、2022年） - 関根アキラ首相(民衆党)
- 下町任侠伝 鷹1・2・3・4・5・6（2020年 - 2022年） - 八代目侠栄一家組員 小林松雄（まっちゃん）
- CONNECT 覇者への道（2024年） - 北九州 門司一家組長 水原修二郎

### CM
- ネスレ日本「ネスレクランチ」（1999年）
- ダイナム（2006年）
- ユニリーバ「AXE」（2007年）
- ダイナム（2007年）
- ミツカン（2007年）
- キリンビバレッジ FIRE「兄貴」篇（2008年）